# Wyżyna Kokczetawska

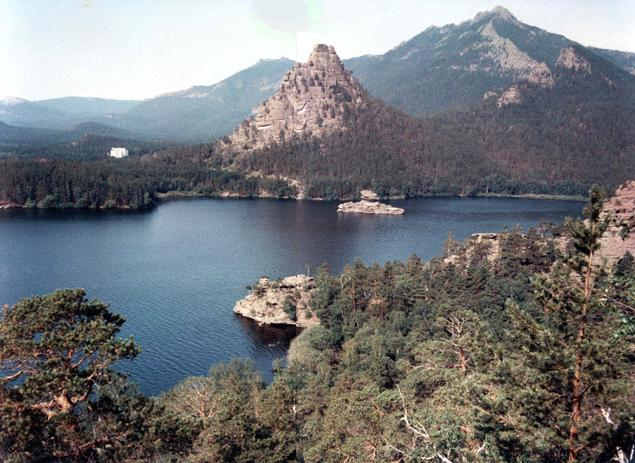
Jezioro Burabaj i charakterystyczne formy terenu powstałe w wyniku wietrzenia

Wyżyna Kokczetawska, Góry Kokczetawskie (kaz. Көкшетау қыраты, Kökszetau kyraty) – wyżyna w północnym Kazachstanie, część Pogórza Kazachskiego. Jej najwyższy szczyt, Köksze tauy, ma wysokość 947 m n.p.m. 
Wyżyna zbudowana jest głównie z granitów. Jaj zbocza porośnięte są lasami sosnowymi. Występuje na niej wiele charakterystycznych form powstałych w wyniku wietrzenia, a także liczne jeziora, między innymi Burabaj (w kurorcie Burabaj).